# Tim Erlandsson
Tim Anders Junior Erlandsson (25 dicembre 1996) è un calciatore svedese, portiere dell'Halmstad.

## Carriera

### Club
Dopo aver giocato nel settore giovanile dell'Halmstad, nel 2014 si è trasferito nelle giovanili degli inglesi del Nottingham Forest.
Il 25 novembre 2016 è passato in prestito per un mese al Barrow, nel campionato di National League.
Nel gennaio 2017 Erlandsson è stato girato al neopromosso AFC Eskilstuna fino alla fine del campionato svedese, che termina in autunno. Si è trattato della sua prima parentesi in Allsvenskan. Ha giocato le prime 13 giornate di campionato, poi il nuovo allenatore Michael Jolley lo ha relegato in panchina preferendogli l'iraniano Alireza Haghighi che rientrava da un infortunio all'anca. La squadra ha chiuso la stagione all'ultimo posto in classifica.
Il 16 marzo 2018 è stato girato in prestito per circa un mese al Salford City, nella National League North.
I suoi vari passaggi in prestito dal Nottingham Forest ad altre squadre sono terminati nel gennaio 2019, quando il portiere svedese ha rescisso ed è tornato in patria con l'ingaggio a titolo definitivo da parte del Frej, squadra militante nella seconda serie nazionale che lo ha ingaggiato con un contratto a breve termine. Neppure qui, tuttavia, è riuscito a trovare spazio, tanto da giocare solo una partita in Coppa di Svezia contro l'Elfsborg.
Nel giugno 2019, all'età di 22 anni, ha comunicato l'intenzione di voler abbandonare il calcio – perlomeno temporaneamente – a causa di problemi di carattere psicologico come accumuli di stress e ansia.
Dopo alcuni mesi lontano dal calcio giocato, Erlandsson è tornato a giocare in vista della stagione 2020 con l'ingaggio da parte del Falkenberg, squadra della massima serie che lo ha tesserato nell'ottica di sostituire lo svincolato Hampus Nilsson. Prima dell'inizio dell'Allsvenskan 2020, tuttavia, Erlandsson ha riportato una lesione al legamento crociato anteriore e al menisco del ginocchio sinistro, ed è stato costretto ad una lunga assenza dai campi. Nell'Allsvenskan 2020 non ha mai giocato in una stagione conclusa dalla squadra con la retrocessione, mentre nella Superettan 2021 ha giocato solo due partite, rimanendo prevalentemente riserva del primo portiere Viktor Noring. Nonostante una nuova retrocessione (la seconda nel giro di due anni) avesse fatto scendere il club in terza serie, Erlandsson ha firmato un rinnovo biennale diventando il nuovo portiere titolare.
Dopo i quattro anni trascorsi al Falkenberg, dalla stagione 2024 Erlandsson è tornato con un accordo biennale all'Halmstad, il club in cui egli era cresciuto fino all'età di 17 anni.

### Nazionale
Dopo aver giocato una partita in Under-17 e 9 partite in Under-19, il 3 giugno 2016 ha esordito con la Nazionale svedese Under-21 nella partita vinta per 3-2 contro la Georgia e valida per le qualificazioni agli Europei del 2017. Ha partecipato come portiere di riserva ai Giochi Olimpici del 2016 e agli Europei Under-21 del 2017, anche in questo caso rimanendo sempre in panchina.